# شپش عانه
شپش عانه (نام علمی: Pthirus pubis) نام یک گونه از راسته شپش است. این نوع شپش اغلب در موهای ناحیه عانه و دستگاه تناسلی انسان زندگی می‌کند و از شپش بدن کوچکتر است. این شپش از طریق ارتباطات جنسی قابل انتقال به فرد دیگر است.
شِپِش انگل خارجی، دایمی و اجباری است. اجباری به این معنا است که به غیر از بدن پستانداران و پرندگان در جاهای دیگر نمی‌تواند زندگی کند.